# Дмитрієва Дар'я Андріївна
Дар'я Андріївна Дмитрієва (рос. Дмитриева Дарья Андреевна, 22 червня 1993) — російська гімнастка, олімпійська медалістка.  Путіністка, публічно підтримала напад росії на Україну.

## Виступи на Олімпіадах
| Олімпіада   | Дисципліна | Місце |
| ----------- | ---------- | ----- |
| Лондон 2012 | особисті   | 2     |